# 16e cérémonie des Screen Actors Guild Awards
La 16e cérémonie des Screen Actors Guild Awards, décernés par la Screen Actors Guild, a eu lieu le 23 janvier 2010, et a récompensé les acteurs et actrices du cinéma et de la télévision ayant tourné en 2009.

## Palmarès et nominations

### Cinéma

#### Meilleur acteur dans un premier rôle
- Jeff Bridges pour le rôle de Bad Blake dans Crazy Heart
  - Jeremy Renner pour le rôle du Sergent William James dans  Démineurs (The Hurt Locker)
  - George Clooney pour le rôle de Ryan Bingham dans In the Air (Up In The Air)
  - Morgan Freeman pour le rôle de Nelson Mandela dans  Invictus
  - Colin Firth pour le rôle de George dans  A Single Man

#### Meilleure actrice dans un premier rôle
- Sandra Bullock pour le rôle de Leigh Anne Tuohy dans  The Blind Side
  - Helen Mirren pour le rôle de la Sophie Tolstoï dans The Last Station
  - Carey Mulligan pour le rôle de Jenny dans Une éducation (An Education)
  - Gabourey Sidibe pour le rôle de Claireece "Precious" Jones dans Precious (Precious: Based on the Novel 'Push' by Sapphire)
  - Meryl Streep pour le rôle de Julia Child dans Julie & Julia

#### Meilleur acteur dans un second rôle
- Christoph Waltz pour le rôle du Colonel Hans Landa dans Inglourious Basterds
  - Matt Damon pour le rôle de Francois Pienaar dans Invictus
  - Woody Harrelson pour le rôle du Capitaine Tony Stone dans The Messenger
  - Christopher Plummer pour le rôle de Léon Tolstoï dans The Last Station
  - Stanley Tucci pour le rôle de George Harvey dans Lovely Bones (The Lovely Bones)

#### Meilleure actrice dans un second rôle

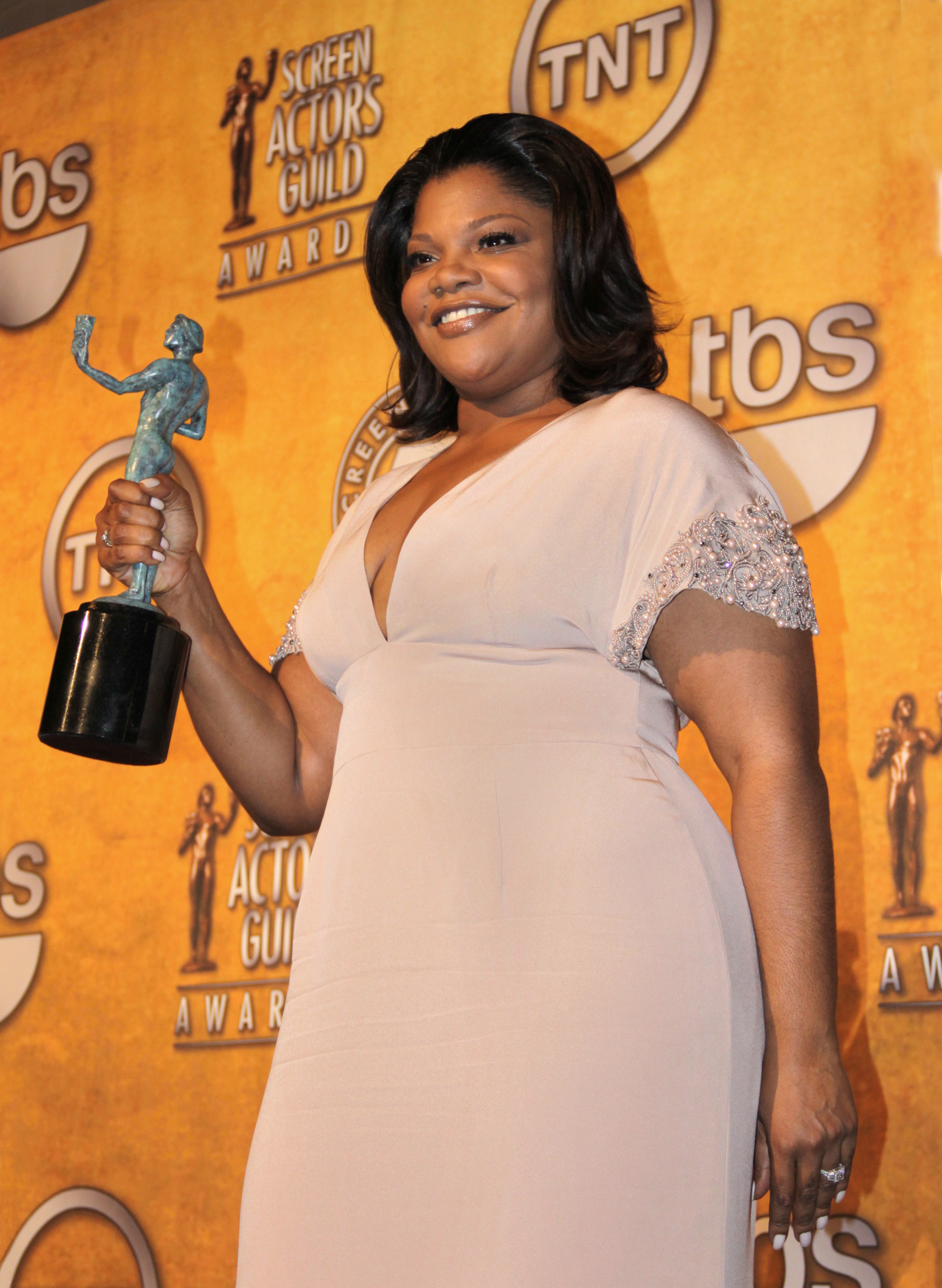
Mo'Nique avec son SAG Award

- Mo'Nique pour le rôle de Mary Lee Johnston dans Precious (Precious: Based on the Novel 'Push' by Sapphire)
  - Penelope Cruz pour le rôle de Carla Albanese dans Nine
  - Vera Farmiga pour le rôle d'Alex dans In the Air (Up in the Air)
  - Anna Kendrick pour le rôle de Natalie Keener dans In the Air  (Up in the Air)
  - Diane Kruger pour le rôle de Bridget Von Hammersmark dans Inglourious Basterds

#### Meilleure distribution
- Inglourious Basterds
  - Une éducation  (An Education)
  - Démineurs (The Hurt Locker)
  - Precious (Precious: Based on the Novel 'Push' by Sapphire)
  - Nine

#### Meilleure équipe de cascadeurs
- Star Trek
  - Public Enemies
  - Transformers 2 : la Revanche (Transformers : Revenge of the Fallen)

### Télévision
Note : le symbole « ♕ » rappelle le gagnant de l'année précédente (si nomination).

#### Meilleur acteur dans une série dramatique
- Michael C. Hall pour le rôle de Dexter Morgan dans Dexter
  - Simon Baker pour le rôle de Patrick Jane dans Mentalist
  - Jon Hamm pour le rôle de Don Draper dans Mad Men
  - Hugh Laurie pour le rôle du Dr Gregory House dans Dr House (House) ♕
  - Bryan Cranston pour le rôle de Walter White dans Breaking Bad

#### Meilleure actrice dans une série dramatique
- Julianna Margulies pour le rôle d'Alicia Florrick dans The Good Wife
  - Glenn Close pour le rôle de Patricia "Patty" Hewes dans Damages
  - Patricia Arquette pour le rôle d'Allison DuBois dans Médium
  - January Jones pour le rôle de Betty Draper dans Mad Men
  - Mariska Hargitay pour le rôle d'Olivia Benson dans New York, unité spéciale (Law & Order: Special Victims Unit)
  - Holly Hunter pour le rôle de Grace Hanadarko dans Saving Grace
  - Kyra Sedgwick pour le rôle de Brenda Leigh Johnson dans The Closer

#### Meilleur acteur dans une série comique
- Alec Baldwin pour le rôle de Jack Donaghy dans  30 Rock ♕
  - Steve Carell pour le rôle de Michael Scott dans The Office
  - Larry David pour son propre rôle dans Larry et son nombril (Curb Your Enthusiasm)
  - Tony Shalhoub pour le rôle d'Adrian Monk dans Monk
  - Charlie Sheen pour le rôle de Charlie Harper dans Mon oncle Charlie (Two and a Half Men)

#### Meilleure actrice dans une série comique
- Tina Fey pour le rôle de Liz Lemon dans 30 Rock ♕
  - Toni Collette pour le rôle de Tara Gregson dans United States of Tara
  - Christina Applegate pour le rôle de Samantha Newly dans Samantha qui ? (Samantha Who?)
  - Edie Falco pour le rôle du Dr Jackie Peyton dans Nurse Jackie
  - Julia Louis-Dreyfus pour le rôle de Christine Campbell dans Old Christine (The New Adventures of Old Christine)

#### Meilleure distribution pour une série dramatique
- Mad Men ♕
  - The Closer
  - Dexter
  - The Good Wife
  - True Blood

#### Meilleure distribution pour une série comique
- Glee
  - 30 Rock ♕
  - Larry et son nombril (Curb Your Enthusiasm)
  - Modern Family
  - The Office

#### Meilleur acteur dans un téléfilm ou dans une minisérie
- Kevin Bacon pour le rôle du Lieutenant-Colonel Mike Strobl dans Taking Chance
  - Cuba Gooding Jr. pour le rôle de Benjamin "Ben" Carson dans Gifted Hands: The Ben Carson Story
  - Tom Wilkinson pour le rôle de Salter dans A Number
  - Kevin Kline pour le rôle de Cyrano de Bergerac dans Great Performances: Cyrano de Bergerac
  - Jeremy Irons pour le rôle d'Alfred Stieglitz dans Georgia O'Keeffe

#### Meilleure actrice dans un téléfilm ou dans une minisérie
- Drew Barrymore pour le rôle de Edith Bouvier Beale dans Grey Gardens
  - Joan Allen pour le rôle de Georgia O'Keeffe dans Georgia O'Keeffe
  - Jessica Lange pour le rôle de Edith Ewing Bouvier Beale dans Grey Gardens
  - Ruby Dee pour le rôle de Mrs. Harper dans America
  - Sigourney Weaver pour le rôle de Mary Griffith dans Bobby, seul contre tous (Prayers for Bobby)

#### Meilleure équipe de cascadeurs dans une série télévisée
- 24 heures chrono (24)
  - The Closer
  - Dexter
  - Heroes ♕
  - The Unit : Commando d'élite (The Unit)

### Screen Actors Guild Life Achievement Award
- Betty White

## Récompenses et nominations multiples

### Nominations multiples

#### Cinéma
3 : Inglourious Basterds, Precious, In the Air
2 : Une éducation, Démineurs, Invictus, The Last Station, Nine

#### Télévision
3 : Dexter, The Closer, 30 Rock
2 : Mad Men, The Good Wife, Grey Gardens, Larry et son nombril, The Office

### Récompenses multiples

#### Cinéma
2/3 :  Inglourious Basterds

#### Télévision
2/3 : 30 Rock